# John Curtin
John Curtin (8 tháng 1 năm 1885 – 5 tháng 7 năm 1945) là một nhà chính trị Úc. Ông là thủ tướng thứ 14 của Úc; đảm nhận cương vị này từ ngày 7 tháng 10 năm 1941 đến ngày 5 tháng 7 năm 1945, tức 3 năm 8 tháng 29 ngày. Ông thuộc Đảng Lao động Úc. Ông đã lãnh đạo Úc khi châu Úc đang nằm dưới sự đe dọa của quân Nhật Bản trong Chiến tranh thế giới thứ hai. Ông được mọi người xem là một trong những vị thủ tướng vĩ đại nhất của quốc gia này. General Douglas MacArthur said that Curtin was "one of the greatest of the wartime statesmen". Người tiền nhiệm của ông, Arthur Fadden, thuộc Đảng Quốc gia đã viết: "I do not care who knows it but in my opinion there was no greater figure in Australian public life in my lifetime than Curtin.".
Chính trị gia lao động người là Thủ tướng Chính phủ ngày 14 Australia trong phần lớn của Thế chiến II từ năm 1941 đến năm 1945.
Ông được coi là một trong những thủ tướng vĩ đại nhất của nước ông vì ông ngăn chặn thành công một cuộc tấn công từ hàng xóm quốc tế của họ, Nhật Bản, trong suốt chiến tranh thế giới II.

## Thời trẻ:
Ông là Bí thư Đoàn của Timberworkers và tích cực chống đối nghĩa vụ quân sự Úc trong Thế chiến thứ nhất.

## Cuộc sống gia đình
Ông có hai người con với người vợ của mình Elsie.

## Các mối quan hệ thân thiết
Bạn trai (gái)/ vợ (chồng)/ người yêu Lãnh đạo thế giới John Curtin là ai?
Ông đã làm việc với Tổng thống Franklin D. Roosevelt để ngăn chặn Nhật Bản trong Thế chiến II.